# Iván Frankó
Iván Yákovych Frankó (en ucraniano: Іва́н Я́кович Франко́) nació en Nahuiévychi, 27 de agosto de 1856 y falleció el 28 de mayo de 1916 en Leópolis. Fue un polímata  ucraniano, destacado como escritor, poeta prosista y dramaturgo; crítico literario, editor y periodista; lingüista, folklorista, etnógrafo, historiador y filósofo; publicista en algunos ámbitos de economía, derecho, psicología, estudios bíblicos y otras ramas del conocimiento.  
Fue también un político destacado y activista cívico, una de las personalidades más influyentes, junto con Tarás Shevchenko, en la configuración de la nación política ucraniana a partir de tesis integradoras.  
Uno de los traductores ucranianos más importantes del siglo XIX, considerado padre de la traductología ucraniana moderna. Tradujo al ucraniano y adaptó a más de 200 autores de 37 literaturas nacionales y que escribieron en 14 idiomas, entre los que constan grandes personalidades de la literatura como Shakespeare, Byron, Cervantes, Calderón de la Barca, Dante, Victor Hugo, Mickiewicz, Dostoyevski, Goethe o Schiller, clásicos del Antiguo Egipto, la India, etc. Para no ir más lejos, fue el primero en traducir al ucraniano las mejores obras de la literatura rusa. También tradujo al ucraniano el capítulo XXIV de El capital de Marx.    
El apodo con el que Frankó ha pasado a conocerse es “Kamenyar” o “El cantero”, nombre éste que, en honor al propio Iván Frankó, recibió el asteroide 2428, al descubrirse en 1977 desde el observatorio de Crimea. 
Desde 1940, Iván Frankó da nombre a la Universidad de Leópolis y, desde 1962, a la ciudad Ivano-Frankivsk y a la región de Ivano-Frankivsk en Ucrania. 
Su patrimonio literario e intelectual consta de más de 6000 obras que compondrían más de cien tomos de muy diferentes escritos.
Por su contribución a la formación y codificación de terminologías, puede considerarse uno de los principales creadores del lenguaje científico ucraniano. Asimismo, promovió la unidad lingüística del idioma ucraniano. También es referente de las letras ucranianas, entre otras cosas, por abordar con gran magnitud la paremiografía.
Iván Frankó es el literato ucraniano que más ha sido llevado a las pantallas: desde la película de 1927 Boryslav se ríe (del director Josif Rona) sobre su novela con el mismo nombre, con base en obras y la biografía de Frankó se han realizado más de dos decenas de producciones cinematográficas y televisivas.

## Vida personal
Era hijo de Yakiv Frankó (1802-1865), un herrero de ascendencia alemana, y de Mariya (1835-1872), de la familia del noble polaco de origen ucraniano Yuriy Kulchytskiy.
Creció huérfano: a la muerte de su padre, a los nueve años, tuvo un padrastro, y a sus dieciséis años murió la madre. 
El relato de los amores de su vida pasa, principalmente, por tres mujeres que le inspiraron: la folklorista Olga Roshkevych, con la que mantuvo relaciones de 1874 a 1877, separándoles los padres de la chica dado el arresto político de Frankó; la noble polaca Józefa Dzwonkowska, cuya familia rechazó la pretensión matromonial de Frankó en 1883; y Celina Żurowska, una operaria de correos, que no pasó de ser una amistad y amor platónico. En un poema de 1878 reclamaba: «trabajo libre y amor libre».

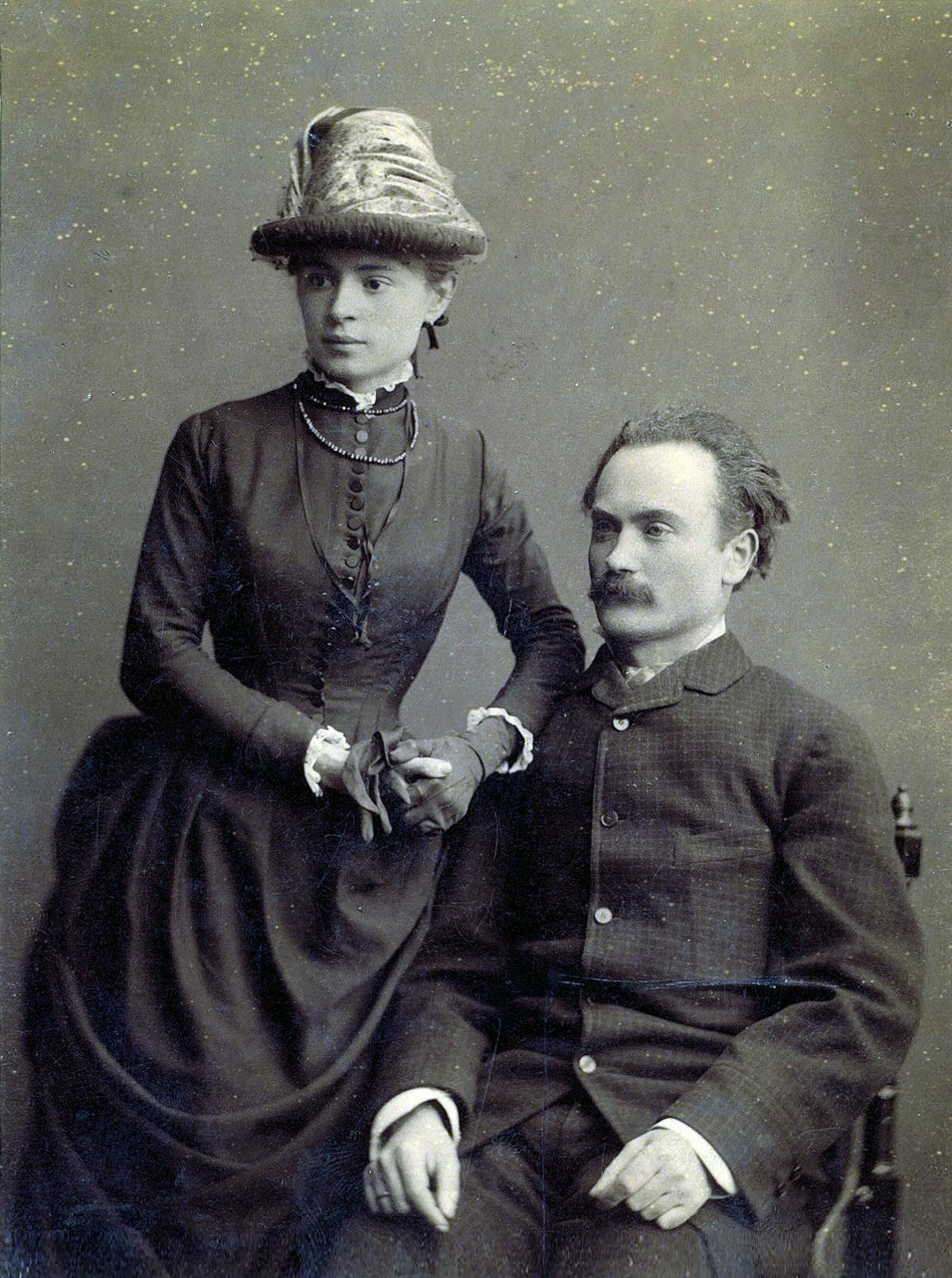
Iván Frankó con su esposa Olga, 1886

A los 30 años, en 1886, contrajo matrimonio con Olga Joruzhynska (1864-1941). Olga Joruzhynska era natural de la región de Járkov, donde finalizó una escuela para nobles doncellas y luego los estudios superiores para mujeres en Kiev. Era rusoparlante, dominando además el inglés, francés y alemán. Se conocieron durante una visita de Frankó a Kiev, en 1886, y su boda del mismo año, cerca de Leópolis, supuso para Olga mudarse del Imperio ruso al Imperio austrohúngaro. Desarrolló su propia actividad publicista y contribuyó a los trabajos de Iván Frankó, colaborando en la revista literaria que fundaron, y a la que ella invirtió dinero de su dote, así como ayudando con traducciones. En parte fue rechazada por la sociedad galitziana por ser de fuera. Además, vivían con dificultades económicas. Padeció histeria, siendo hospitalizada por primera vez en 1914, tras la muerte del primer hijo. Sobrevivió veinticinco años a su marido, muriendo Murió al cabo de un mes de la invasión nazi.
Frankó fue padre de cuatro hijos: Tarás, Andriy, Petró y Anna.

### Descendencia
Hijos:

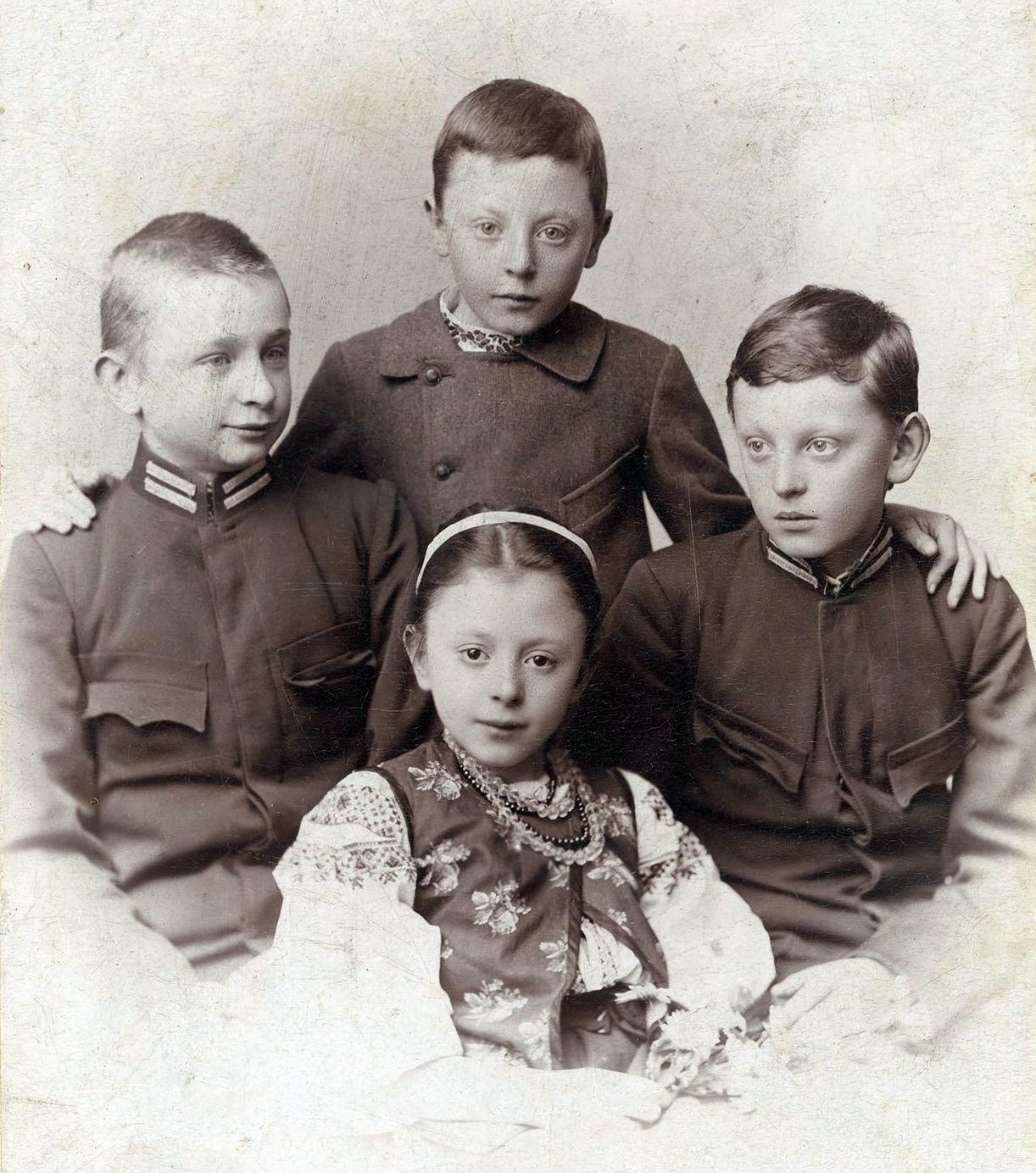
Tarás, Andriy, Petró y Anna.

1. Andriy Frankó (1887-1913), filólogo. Se encargó del padre durante sus últimos años.
2. Tarás Frankó (1889-1971), estudió Filología y luego fue soldado del Ejército ucraniano de Galitzia. Una vez se creó la Unión Soviética, se dedicó a la enseñanza del ruso y del alemán en Odesa, Stanislaviv y Leópolis. Vivió la invasión nazi. Entre 1950 y 1963 trabajó en el Instituto de literatura de la Academia de las ciencias de la RSS de Ucrania. Fue miembro de la Unión de Escritores Soviéticos. Con su esposa Kateryna, tuvo dos hijas y un hijo. Murió en Kiev. Se conserva la colección de sus pinturas.
3. Petró Frankó (1890-1941), estudió en la Universidad Politécnica de Leópolis. Popularizó la educación física y fue cofundador del grupo scout ucraniano Plast. Luchó en la Primera Guerra Mundial como oficial de legionarios ucranianos, caballero de la Cruz al mérito militar del Imperio austrohúngaro (Militärverdienstkreuz). En 1918 dirigió la creación de la aviación de la República Popular de Ucrania Occidental. En los años 1920, se dedicó a la enseñanza en Kolomyia. En los años 1930, ejerció de ingeniero químico en Járkov y registró 36 inventos (principalmente de industria alimentaria) en la Unión Soviética, donde luego fue decano en la universidad de comercio de Leópolis y diputado del Sóviet Supremo de la República Socialista Soviética de Ucrania. Con su esposa Olga, tuvo dos hijas. Ante la invasión nazi, junto a otras personalidades fue evacuado de Leópolis a Kiev, como detenido de la NKVD por orden de Nikita Jrushchov, y fusilado preventivamente en lugar y circunstancias desconocidas.
4. Anna Kluchko (1892-1988), titulada en magisterio. En 1914 fue a Kiev y con el inicio de la Primera Guerra Mundial no pudo volver a Leópolis. Por un tiempo funcionaria de la República Popular Ucraniana. En 1919, como voluntaria de la Cruz roja, fue a Berlín para atender a los prisioneros de guerra ucranianos. Allí conoció a su marido, Petró Kluchkó, con el que tuvo dos hijos. En 1945 su marido fue detenido por los soviéticos en Viena. Anna consiguió que le liberaran en honor a los aniversarios de Iván Frankó en 1946, pero falleció de las lesiones que le causaron en la cárcel. En 1948 Anna emigró a Canadá, donde ejerció de enfermera. Se le denegó la entrada en la Unión Soviética en 1956, pero llegó a visitar Ucrania en 1967 y 1971. Murió en Toronto.

Los hijos de Iván Frankó contribuyeron a la divulgación sobre su padre. Petró llegó a ser el primer director de la Casa-museo de Iván Frankó en Leópolis, abierta en 1940, hoy Museo nacional de literatura y memoria de Iván Frankó. 
Descendientes de Frankó residen en Ucrania, Canadá y España. Un nieto, Roland Frankó (hijo de Tarás), es científico y diplomático ucraniano retirado, quien en 2016 fundó el Ivan Franko International Prize. Una bisnieta, Ivanna Miliyanchuk (nieta de Petró Frankó), es vecina de Madrid y presidenta honoraria de la Unión de Asociaciones de ucranianos en España para la monumentalización de Iván Frankó.

## Estudios y vida laboral
Entre 1864 y 1875 se escolarizó en Drohóbych, en idiomas alemán y polaco. Entre 1875 y 1877, y 1878 y 1879, estudió Filología clásica y Lengua y literatura ucraniana, así como Filosofía, en la Universidad de Leópolis, que completó en 1891 en la Universidad de Chernivtsí.
Entre 1870 y 1880 ejerció actividad cívica y labor periodística en Leópolis. Estuvo preso por motivos políticos en diversos períodos (1877-78, 1880, 1889 y 1892).
En 1886 se casó con Olga Khoruzhynska, natural de Járkov, destacando la simbología de la unión entre el oeste y el este ucraniano.
Entre 1890 y 1898, Frankó tuvo una activa vida política, siendo cofundador y presidente del primer partido de masas ucraniano (socialdemócrata agrario). En 1893 se graduó como Doctor con honores en la Universidad de Viena. En 1894 fundó su propia revista literaria. En 1895 fue Doctor habilitado, pero el poder civil le veta para el venia legendi (permiso para la docencia).
Fue presidente de la sección filológica de la Sociedad ucraniana de las ciencias Tarás Shevchenko en los períodos 1898-1901 y 1903-1912, y presidente de la comisión etnográfica de la misma en los períodos 1898-1900 y 1908-1913. Entre 1899 y 1904 fue miembro cofundador de un nuevo partido de notables.

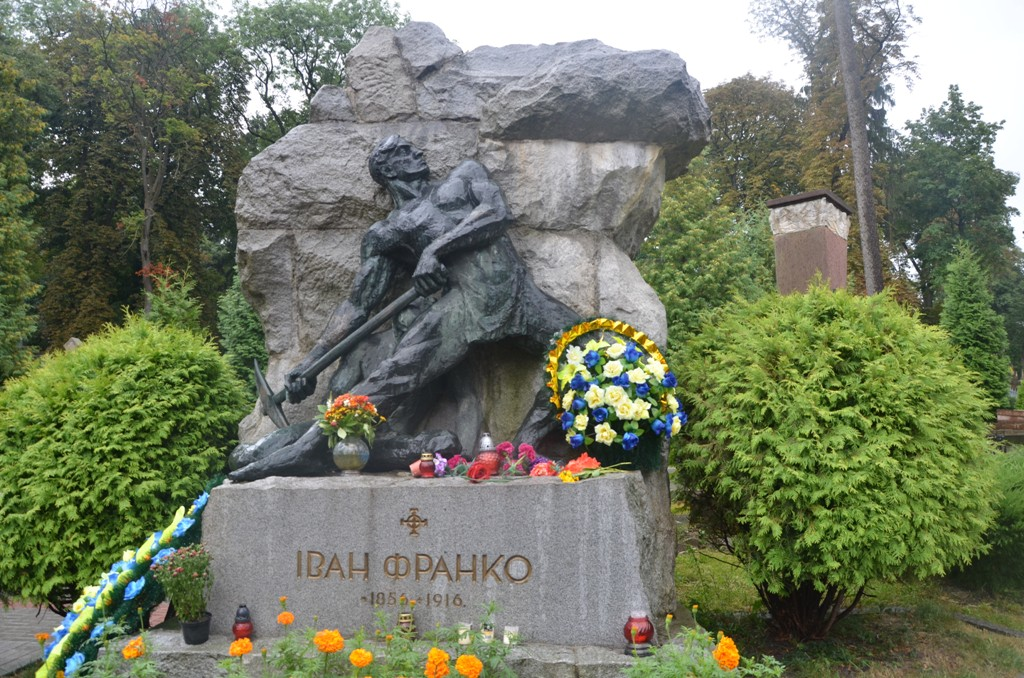
La tumba de Iván Frankó en Leópolis: la escultura de un cantero hace referencia a su apodo.

En 1902, Frankó es investido doctor honoris causa por la Universidad de Járkov (entonces parte del Imperio ruso). En 1913 se celebra ampliamente su 40.º aniversario de labor creativa y científica. Fue nominado al Premio Nobel de Literatura en 1916, pero no concurre al mismo por causa de su muerte, el 28 de mayo, de enfermedad general, en plena Primera Guerra Mundial. En 1917 es premiado mortis causa por sus investigaciones folclorísticas por la Academia de Ciencias de San Petersburgo.
Aún después de su muerte, distintos partidos políticos y movimientos querían tener a Frankó entre sus filas; dispares, rebuscaban entre sus obras muestras de sus ideologías.  
En su actividad, Iván Frankó -como él mismo decía- «deseaba no ser poeta, científico, publicista, sino ante todo persona», asumiendo la necesidad de servir al pueblo llano y el trabajar incansablemente.  
La biblioteca personal de Frankó cuenta con más de 12 000 libros, editados en decenas de idiomas entre el siglo XVI y el XX, que por testamento recibió la Sociedad ucraniana de las ciencias Tarás Shevchenko en Leópolis y, en 1950, por orden del Partido Comunista fue trasladada a Kiev, donde se custodia en las dependencias de la Academia de las Ciencias de Ucrania.

## Obras

### Novelas

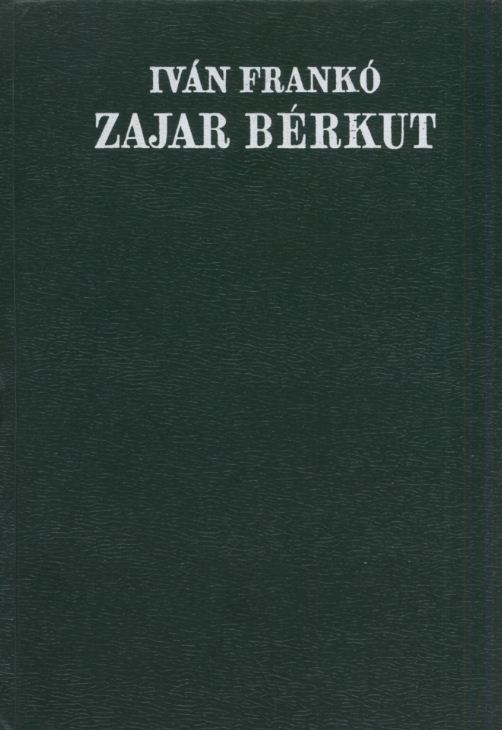
Portada en español de Zajar Berkut.

- Petrii y Dovbushchuky («Petria y Dovbuschuk») (1876)
- Boa constrictor (1878)
- Na dni («En el fondo») (1880)
- Boryslav smiietsia («Borislav se ríe») (1882)
- Zajar Berkut (Zakhar Berkut) (1883)[6]
- Lel i Polel («Lel y Polel») (1887)
- Dlia domashnoho ohnyshcha («Para la chimenea del hogar») (1892)
- Osnovy suspilnosty («Fundamentos de la sociedad») (1894)
- Perekhresni stezhky («Caminos cruzados») (1900)
- Velykyi shum («Gran ruido») (1907)

### Cuentos
Colecciones:
- Boryslav. Kartyny z zhyttia pidhirskoho narodu («Boryslav. Imágenes de la vida del pueblo Podhirskyi») (1877), colección de 4 cuentos:
"Vstupne slovo", "Ripnyk", "Na roboti", "Navernenyi hrishnyk"
- Halytski obrazky («Cuadros de Galitzia») (1885), colección de 4 cuentos:
"Malyi Myron", "Hrytseva shkilna nauka", "Olovets", "Schönschreiben"
- V poti chola. Obrazky z zhyttia robuchoho liudu («En el sudor de la frente. Imágenes de la vida de los trabajadores») (1890), colección de 21 cuentos:
"M. Drahomanov. Perednie slovo", "Vidryvok z lysta do M. Drahomanova", "Lesyshyna cheliad", "Dva pryiateli", "Muliar", "Malyi Myron", "Hrytseva shkilna nauka", "Olovets", "Schönschreiben", "Na dni", "Sam sobi vynen", "Slymak", "Dobryi zarobok", "Khlopska komisiia", "Istoriia moiei sichkarni", "Tsyhany", "Lisy i pasovyska", "Dovbaniuk", "Domashnii promysl", "Manipuliantka", "Do svitla! – Mizh dobrymy liudmy"
- Obrazki galicyjskie («Imágenes de Galitzia») (1897), colección de 6 cuentos:
"Nieco o sobie samym", "Dwaj przyjaciele", "Historja mojej sieczkarni", "Hawa", "Jeden dzień z życia uliczników lwowskich", "Pantałacha"
- Koly shche zviri hovoryly. Kazky dlia ditei («Cuando los animales aún hablaban. Cuentos de hadas para niños») (1899), colección de 19 cuentos:
"Osel i Lev", "Stare dobro zabuvaietsia", "Lysychka i Zhuravel", "Lysychka i Rak", "Lys i Drozd", "Zaiets i yizhak", "Korolyk i Medvid", "Vovk viitom", "Zaiets i Medvid", "Vorona i Hadiuka", "Try mikhy khytroshchiv", "Vovk, Lysytsia i Osel", "Lysychka-chernychka", "Murko i Burko", "Lysychka-kuma", "Viina mizh Psom i Vovkom", "Farbovanyi Lys", "Vorony i Sovy", "Baika pro baiku"
- Poluika i inshi boryslavski opovidannia («Poluika y otros cuentos de Boryslav») (1899), colección de 3 cuentos:
"Poluika", "Ripnyk", "Vivchar"
- Sim kazok («Siete cuentos de hadas») (1900), colección de 7 cuentos:
"Rubach", "Kazka pro Dobrobyt", "Zviriachyi biudzhet", "Istoriia kozhukha", "Svynska konstytutsiia", "Ostryi-preostryi starosta", "Istoriia odnoi konfiskaty"
- Staroruski opovidannia («Viejas historias rusas») (1900), colección de 8 cuentos:
"Opovidannia pro smertnu trubu i chotyry skrynky", "Opovidannia pro odnorichnykh tsariv", "Opovidannia pro tsaria Ahheia", "Opovidannia pro lakomoho opikuna", "Opovidannia pro polovchyna", "Opovidannia pro cholovika, shcho pozychav bohu", "Opovidannia pro rozbiinyka Flaviana", "Opovidannia pro kameniara Evlohiia"
- Dobryi zarobok i inshi opovidannia («Buen salario y otras historias») (1902), colección de 8 cuentos:
"Dobryi zarobok", "Muliar", "Sam sobi vynen", "Slymak", "Istoriia moiei sichkarni", "Domashnii promysl", "Dovbaniuk", "U kuzni"
- Pantalakha i inshi opovidannia («Pantalakha y otras historias») (1902), colección de 3 cuentos:
"Pantalakha", "Khlopska komisiia", "V tiuremnim shpytali"
- Malyi Myron i inshi opovidannia («Pequeño Myron y otras historias») (1903), colección de 7 cuentos:
"Malyi Myron", "Hrytseva shkilna nauka", "Olovets", "Schönschreiben", "Otets humoryst", "Hirchychne zerno", "Borys Hrab"
- Z burlyvykh lit («De veranos tormentosos») (1903), colección de 2 cuentos:
"Rizuny", "Hryts i panych"
- Manipuliantka i inshi opovidannia («El manipulador y otras historias») (1904), colección de 3 cuentos y 1 obra de teatro:
"Manipuliantka", "Lesyshyna cheliad", "Mizh dobrymy liudmy", Chy vdurila? (obra de teatro)
- Na loni pryrody i inshi opovidannia («En el seno de la naturaleza y otras historias») (1905), colección de 13 cuentos:
"Na loni pryrody", "Mykytychiv dub", "Yandrusy", "Driada", "Shchuka", "Odi profanum vulgus", "Mavka", "Pid oborohom", "Mii zlochyn", "U stoliarni", "Poiedynok", "Poky rushyt poizd", "Soichyne krylo"
- Misiia. Chuma. Kazky i satyry («Misión. Plaga. Cuentos de hadas y sátiras») (1906), colección de 12 cuentos:
"Misiia", "Chuma"
"Kazky i satyry": "Kudy divaiutsia stari roky", "Yak pan sobi bidy shukav", "Yak rusyn tovksia po tim sviti", "Nasha publika", "Svynia", "Yak to Zghoda dim buduvala", "Doktor Besservisser", "Iz halytskoi «Knyhy Bytiia»", "Bodiaky", "Khoma z sertsem i Khoma bez sertsia"
- Batkivshchyna i inshi opovidannia («Patria y otras historias») (1911), colección de 8 cuentos:
"Batkivshchyna", "Vuhliar", "Vilhelm Tel", "Henii", "Hershko Holdmakher", "Hava i Vovkun", "Pyrohy z chernytsiamy", "Zadlia praznyka"
- Panshchyznianyi khlib i inshi opovidannia («Panshchiznyany Hlib y otras historias») (1913), colección de 4 cuentos:
"Panshchyznianyi khlib", "Lisy i pasovyska", "Tsyhany", "Istoriia kozhukha"
- Rutentsi. Typy halytskykh rusyniv iz 60-tykh ta 70-tykh rr. myn[uloho] v[iku] («Rutenos. Tipos de rutenos de Galitzia de los años 60 y 70 del siglo pasado») (1913), colección de 4 cuentos:
"Moloda Rus", "Zvychainyi cholovik", "Zneokhochenyi", "Patriotychni poryvy"

### Poemas
Colecciones:
- Baliady i rozkazy («Baladas y cuentos») (1876), ampliada en Iz lit moiei molodosty («De los años de mi juventud») (1914), colección de 29 poemas:
"Narodna pisnia", "Moia pisnia", "Dvi dorohy", "Nash obraz", "Mohyla", "Vidizd hutsula", "Liubov", "Bozheske v liudskim dusi", "Bunt Mytusy", "Skhid sontsia", "Zadunaiska pisnia", "Postupovets", "Lytsar", "Arfiarka", "Khozarska danyna", "Askold i Dir pid Tsarhorodom (r. 866)", "Smert Oleha (r. 912)", "Smert Sviatoslava (r. 972)", "Shotlandska pisnia", "Rybak sered moria", "Kermanych", "Neshchaslyva", "Rusalka", "Pimsta za vbytoho", "Khrest Chyhyrynskyi", "Nashi chesnoty", "Tovarysham iz tiurmy", "Nevilnyky", "Nauka"
- Z vershyn i nyzyn («De los picos y valles») (1887), colección de 181 poemas:
"De profundis. Himn"
"Vesnianky": "Dyvuvalas zyma...", "Hrymyt! Blahodatna pora nastupaie...", "Hriie sonechko! Usmikhaietsia nebo yasneie...", "Vzhe sonechko znov po luhakh...", "Zemle, moia vseplodiushchaia maty...", "Rozvyvaisia, lozo, borzo...", "Ne zabud, ne zabud...", "Lytse nebesne proiasnylos...", "Shche shchebeche u sadochku solovii...", "Vesno, okh, dovho zh na tebe chekaty!...", "Rad by ya, vesno, v veselshii nuty...", "Oi, shcho v poli za dymove?...", "Vesnianii pisni...", "Dumy, dity moi...", "Vivere memento!"
"Osinni dumy": "Osinnii vitre, shcho mohuchym stonom...", "Zhuravli", "Tykhenko richka kotyt khvyli chysti...", "Pade dodolu lystia z derevyny..."
"Skorbni pisni": "Osinnii vitre, shcho mohuchym stonom...", "Zhuravli", "Tykhenko richka kotyt khvyli chysti...", "Pade dodolu lystia z derevyny..."
"Nichni dumy": "Nochi bezmirnii, nochi bezsonnii...", "Neperehliadnoiu yurboiu...", "Svit drimaie. Blidolytsyi...", "Chy olovo vazhke plyve u moikh zhylakh...", "Bezkrai, chorni i sumni...", "Dohoraiut polina v pechi...", "Ne pokydai mene, pekuchyi boliu...", "Misiatsiu-kniaziu!...", "Pisnia heniiv nochi"
"Dumy proletariia": "Na sudi", "Myloserdnym", "Semper idem!", "Idealisty", "Vsiudy nivechytsia pravda...", "Supokii", "Tovarysham", "Ne liudy nashi vorohy...", "Ne dovho zhyv ya v sviti shche...", "Vy plakaly falshyvymy slozamy..."
"Excelsior!": "Naimyt", "Berkut", "Khrystos i khrest", "Choven", "Kameniari", "Idyliia"
"Profili i masky": "Poeziia", "Pisnia i pratsia", "Chym pisnia zhyva?", "Spivakovi", "Ridne selo", "Poiedynok"
"Ukraina": "Moia liubov", "Ne pora", "Liakham", "Rozvyvaisia ty, vysokyi dube..."
"Kartka liubovi": "Zblyzhaies chas, i z sertsem, biuchym v hrudy...", "Plyv hordo yastrub v lazurovim mori...", "Vid toho dnia vzhe druhyi rik proishov...", "Triolet", "Ya ne lukavyla z toboiu...", "I ty pidesh ubytoiu dorohov...", "Ya budu zhyty, bo ya khochu zhyty!..."
"Znaiomym i neznaiomym": "Korzhenkovi", "Danylovi Mlatsi", "Molodomu druhovi", "N. N. («Vystupaiesh ty chemno, poriadno...»)", "Mykhalyni R.", "Anni P.", "N. N. («Bud zdorova, moia myla...»)", "K. P.", "Oli", "O. O.", "Tetiana Rebenshchukova", "Hryts Turchyn"
"Osy": "My osy, my osy!...", "Buv u nas muzhyk kolys...", "Yakos-to bude!", "Poslukhai, synu, shcho premudrist kazhe...", "Khliborob", "Uzhas na Rusi", "Z ekzamenu"
"Volni sonety": "Sonety – se raby...", "Choho ty, khlope, vbravs u strii lytsarskyi...", "Kotliarevskyi", "Narodna pisnia", "Nezriachi holovy nash vik klenut...", "Zhinoche sertse! Chy ty lid studenyi...", "Vam strashno toi ohnianoi khvyli...", "V snakh yunosti tak skvapno my shukaiem...", "Yak te zalizo z syloiu dyvnoiu...", "Smishnyi sei svit!", "Sikstynska Madonna", "Os spyt dytia, nevynnyi anhel chystyi...", "Pisnia budushchyny", "Dosyt, dosyt slova do sliv skladaty...", "Ni, ne liubyv na sviti ya nikoho...", "I dovelos meni za se strazhdaty!...", "Kolys v sonetakh Dante i Petrarka..."
"Tiuremni sonety": "Se dim plachu, i smutku, i zitkhannia...", "Vuzka, vazhkaia do dobra doroha...", "Hei, opysaly nas, nemov khudobu...", "Sydzhu v tiurmi, mov v zasidtsi strilets...", "Vam khoches znat, yak nam v tii kazemati...", "Ne budesh tykho? – kryknuv post i shparko...", "Vzhe nich. Posnuly v kazni vsi, khroput...", "A ledve tilky son nam zlomyt ochi...", "A rano, poky chas shche vybie piatyi...", "Kolys v odnim shanovnim ruskim domi...", "Vstaiem ranenko, myiemos harnenko...", "Prokhid", "Ni, nash tiuremnyi domovyi poriadokv...", "Berut diru, zalizom obkuiut...", "Ta vy ne dumaite, shcho vyshcha vlast...", "V tykh dniakh, koly, nenache ryba v siti...", "Zamovkla pisnia. Chy zh to yii, svobidnii...", "Hausordnung", "Ne vilno v kazni tiutiunu kuryty...", "Kliuchnyky i dozortsi", "Chto my shumyt, chto my dzvenyt...", "Vviishla fihura...", "Tiuremna kultura", "Rozmovy", "Pisnia areshtanska", "Khto yii zlozhyv", "Narod nash v bidakh dobryi praktyk...", "Ni, vy ne maly zghliadu nado mnoiu!...", "U sni meni yavylys dvi bohyni...", "I hovoryla persha: «Ya liubov...", "I hovoryla druha: «Ya nenavyst...", "Sydiv pustynnyk bilia svoho skytu...", "Rosiie, kraiu tuhy ta terpinnia...", "Yak ya nenavydzhu vas, vy mashyny...", "Shcho vovk vivtsiu yist – zhalko, ta ne dyvo...", "Lehenda pro Pilata", "Kryvavi sny", "Bahno hnyleie mizh kraiv Yevropy...", "Tiurmo narodiv, obruchem stalenym...", "Epiloh"
"Halytski obrazky": "V shynku", "Velykden", "Maksym Tsiunyk", "Mykhailo", "Baba Mytrykha", "Halahan", "Zhuravli", "Hadky na mezhi", "Hadky nad muzhytskoiu skyboiu", "V lisi", "Holod"
"Zhydivski melodii":
"Sambation", "Piria", "Asymiliatoram", "Zapovit Yakova", "Surka", "U tsadyka"
"Z liubovi": "Z hesheftu lysh, kazhete, zhenytsia zhyd...", "Ya z pershoiu zhinkoiu, bachte, rozvivs...", "Dav vin meni hroshei...", "Raz yakos ya z yarmarku...", "Ne stalo mizh namy zhyttia z toho dnia...", "Pishov ya, u brovar v Yanovi naniavs...", "Pobralys my...", "Pishly my v pohanu hodynu...", "Tak Hershon, staryi konokrad, hovoryv..."
"Po-liudsky": "Onuchkarskyi zarobitok...", "Ya v Rudi blyz Maherova...", "Okh, staryi ya...", "Raz otak zaishov ya v pustku...", "Pokhovaty davshy trupy...", "Shcho robyt! Idu do viita...", "Ne skazhu tobi, yak tiazhko...", "Vechorilo. Shche hliadilo...", "Shche yak panshchynu robyv ya...", "Pohostyv u mene Shaia...", "Chasto ya vidtak do Shtenhlia...", "Vmer korshmar odyn blyz Zhovkvy...", "Tak-to Shaia-Liaib rozstavsia..."
- Ziviale lystia («Hojas marchitas») (1896), colección de 61 poemas:
"Pershyi zhmutok": "Po dovhim, vazhkim otupinniu...", "Ne znaiu, shcho mene do tebe tiahne...", "Ne boius ya ni boha, ni bisa...", "Za shcho, krasavytse, ya tak tebe liubliu...", "Raz ziishlysia my sluchaino...", "Tak, ty odna moia pravdyvaia liubov...", "Tvoi ochi, yak te more...", "Ne nadiisia nichoho", "Ya ne nadiius nichoho...", "Bezmezhneie pole v snizhnomu zavoiu...", "Yak na vulytsi zustrinesh...", "Ne mynai z pohordoiu...", "Ya neliud! Chasto, shchob zghlushyt...", "Neperekhidnym murom pomizh namy...", "Ne raz u sni yavliaietsia meni...", "Pokhoron pani A. H.", "Ya ne kliav tebe, o zore...", "Ty plachesh. Sliz hirkykh potoky...", "Ya ne zhaluius na tebe, dole...", "Pryvyd", "Epiloh"
"Druhyi zhmutok": "V Peremyshli, de Sian plyve zelenyi...", "Poludne. Shyrokeie pole bezliudne...", "Zelenyi yavir, zelenyi yavir...", "Oi ty, divchyno, z horikha zernia...", "Chervona kalyno, choho v luzi hneshsia...", "Oi ty, dubochku kucheriavyi...", "Oi zhaliu mii, zhaliu...", "Ya ne tebe liubliu, o ni...", "Chomu ne smiieshsia nikoly...", "10. V vahoni", "Smiites z mene, vichni zori...", "Choho yavliaieshsia meni...", "Otse taia stezhechka...", "Yakby znav ya chary, shcho spyniaiut khmary...", "Shcho shchastia? Se zh iliuziia...", "Yak ne bachu tebe...", "Yak pochuiesh vnochi krai svoioho vikna...", "Khoch ty ne budesh tsvitkoiu tsvisty...", "Yak vil v yarmi, otak ya den za dnem...", "Syple, syple, syple snih..."
"Tretii zhmutok": "Koly studin potysne...", "Vona umerla! Slukhai!", "Baiduzhisinko meni teper...", "V alei nichkoiu litnoiu...", "Pokoik i kukhnia, dva vikna v parteri...", "Rozpuka! Te, shcho ya vvazhav...", "Ne mozhu zhyt, ne mozhu zghynut...", "Ya khtiv zhyttiu kinets zrobyt...", "Trychi meni yavlialasia liubov...", "Nadkhodyt nich. Boius ya toi nochi!", "Chorte, demone rozluky...", "I vin yavyvs meni...", "Matinko moia ridnesenka!", "Pisne, moia ty pidstrelena ptashko...", "I ty proshchai!", "Daremno, pisne!", "Poklin tobi, Buddo!", "Dusha bezsmertna!", "Samovbiistvo – se trusist...", "Otsei malenkyi instrument..."
- Mii Izmarahd («Mi esmeralda») (1898), colección de 66 poemas:
"Poklony": "Poet movyt", "Ukraina movyt", "Refleksiia", "Sidohlavomu", "Yakby...", "Dekadent", "Moii ne moii", "Spomyn"
"Parenetikon": "Koly obid khtos slavnyi zghotuvav...", "Ne slid usiakoho liubyty bez rozboru...", "Ne takoho postu khoche boh vid nas...", "Yak u khvyli sumnivu i muky...", "Bahach", "Sertsem molyvsia Moisei...", "Hniv – se ohon...", "Nemaie druha ponad mudrist...", "Sebe samoho napered...", "Khoch khto i sto lit prozhyve...", "Khoch vid khliba zderzhus...", "Yak serezhky zolotii...", "Zdorov, Stepane!", "Ne vysoko mudrui...", "Hodui hadiuku molokom...", "Yak prominiasto harnyi tsvit...", "Yak lampa rozbyta...", "Khto tomu shkodyt...", "Voroh batko, voroh maty...", "Yak pchola, shcho kvitam farby...", "Khto lysh kvitky v zhytti zbyra...", "Bahatstvo zlom ne ye...", "Yak ryba bez vody...", "Khto v pershii chvertyni zhyttia...", "Strofy (1 – 40)"
"Prytchi": "Prytcha pro zhyttia", "Prytcha pro viru", "Prytcha pro liubov", "Prytcha pro krasu", "Prytcha pro pryiazn", "Prytcha pro vdiachnist", "Prytcha pro pokoru", "Prytcha pro pravdyvu vartist", "Prytcha pro nerozum", "Prytcha pro radist i smutok", "Prytcha pro pist", "Prytcha pro smert"
"Lehendy": "Arot i Marot", "Ukaz proty holodu", "Pobida", "Sviata Domestika", "Sviatyi Seledii", "Lehenda pro vichne zhyttia"
"Po selakh": "Na Pidhiri sela neveseli...", "V shynku shumyt...", "Vrantsi-rano po seli...", "Zrazu svarylysia...", "Toho rana z krykom, shumom...", "Vorozhka movyt", "Ide Paziuk vid vorozhky...", "Oi-oi! Metushnia i tryvoha v seli...", "Try nedili vzhe kum u areshti sydiv...", "Na pastivnyku"
"Do Brazylii!": "Lyst do Stefanii", "Koly pochuiesh, yak v tyshi nichnii...", "Dva panky ydut popry nykh...", "Hei, rozillialos ty, ruskeie hore...", "Lyst iz Brazylii"
- Iz dniv zhurby («De los días de dolor») (1900), colección de 36 poemas:
"Iz dniv zhurby": "Den i nich serdytyi viter...", "V parku ye odna stezhyna...", "U parku", "Koly chasom v vazhkii zadumi...", "De ya ne ydu...", "Ne mozhu zabuty...", "Vzhe try roky ya zbyraius...", "Bezsyllia, akh! Yaka strashnaia muka...", "Nedovho zhyv ya shche...", "I znov refleksii...", "Ya poborov sebe...", "Z usikh solodkykh, liubykh sliv..."
"Spomyny": "Ya zghaduiu mynuleie zhyttia...", "Zakym umre shche v sertsi tvorcha syl...", "O, bo i ya zaznav raz shchos takoho...", "Piatnadtsiat lit mynulo...", "Malenkyi khutir sered luk i nyv...", "V selo khodyv...", "Os panskyi dvir...", "Naihirshe ya liudei boiavs todi...", "Pryvit tobi, mii druzhe virnyi, haiu...", "Rozmova v lisi", "Ya pobachyv yii...", "Ya ne skinchu tebe..."
"V pleneri": "Mamo-pryrodo...", "Po kovertsi purpurovim...", "Khodyt viter po zhyti...", "Sune, sune chorna khmara...", "U dolyni selo lezhyt...", "Oi idut-idut tumany...", "Nad velykoiu rikoiu...", "Drimaiut sela...", "Nich. Dovkola tykho, mertvo...", "Shkola poeta"
"Ivan Vyshenskyi"
"Na Sviatoiurskii hori"
- Semper tiro («Siempre tiro») (1906), colección de 38 poemas:
"Semper tiro", "Sonet", "Moiemu chytachevi", "Konkistadory", "Lisova idyliia"
"Burkutski stansy: "Kozhda kychera v mli...", "Divchyno, moia ty rybchyno...", "Olzi S.", "O, rozstroiena skrypka, rozstroiena..."
"Novi spivomovky":
"Tsekhmister Kuperian", "Suchasna prykazka", "Maister Svyryd", "Shcho za dyvo?", "Prytychyna", "Yak tam u nebi?", "Trahediia artystky"
"Na stari temy": "Chy ne dobre b nam, braty, zachaty...", "Blazhennyi muzh, shcho yde na sud nepravykh...", "Bulo se try dni pered moim shliubom...", "Ty znov litaiesh nado mnoiu, halko...", "Kryk sered pivnochi...", "De ne lylysia vy v nashii buvalshchyni...", "I dosi nam snytsia...", "Antoshkovi P. (Azъ Pokoi)", "Vyishla v pole ruska syla...", "Na ritsi vavilonskii...", "Vzhe zh tvoia sviataia volia...", "Hovoryt duren v sertsi svoim..."
"Iz knyhy Kaaf": "U sni zaishov ya v dyvnuiu dolynu...", "Poete, tiam, na shliakhu zhyttovomu...", "Humannyi bud...", "Yak trapytsia tobi v hromadskim dili...", "Ty ydesh u vyshukano-skromnim stroi...", "F. R.", "Opivnich. Hlukho. Zymno. Viter vyie...", "Yak holova bolyt...", "Yakby ty znav, yak mnoho vazhyt slovo...", "Strashnyi sud"
- Davnie i nove («Viejo y nuevo») (1911), colección de 115 poemas, amplía la colección Mii Izmarahd («Mi esmeralda») (1898) con 49 poemas:
"Zamist proloha. Sviatovechirnia kazka"
"Poklony": "Mamo-pryrodo!", "Nenazvanii Marii", "Do muzy", "Chest tvortsevi tvari!"
"Parenetikon": "Povorozh meni, tsyhanko...", "Ne khvalysia rodom svoim...", "Insha slava sontsiu...", "Yak maiu viryty tobi...", "Nema cholovika, v kotroho...", "Koly pobachysh pravednoho v mukakh...", "Na te ptakham kryla...", "I se treba, brate...", "Sam lytsemirstvuie z soboiu...", "Yak sad, zaroslyi khabazamy...", "Anastasii Synait hovoryt...", "Vrazumy mia, zhyv budu", "O choloviche, koly spysh, chy chuiesh...", "Khto slavu svitu osiahnuv...", "Ottsi sviati otak zapovidaiut...", "Tak hovoryt starodavnia povist..."
"Prytchi": "Prytcha pro rivnovahu", "Prytcha pro zakhlannist", "Prytcha pro siiannia slova bozhoho"
"Lehendy": "Dva chuda sv. Nykolaia", "Ruka Ivana Damaskina", "Ful, tsar yehypetskyi", "Zoroastrova smert"
"Iz zloby dnia": "Na zori sotsialistychnoi propahandy", "Duma pro Maledykta Ploskoloba", "Duma pro Nauma Bezumovycha", "Voronizatsiia", "Drohobytska filantropiia", "Rusynam-fatalistam", "Nove zerkalo", "Suchasnyi litopys [1884]", "Ukrainsko-ruska studentska mandrivka litom 1884 r.", "Pani Fevrosiia", "Zhenshchyna", "O. Lunatykovi", "Volni virshi", "Bliudytesia bѣsa poludennaho", "Mnohonadiinyi"
"Himny y parodii": "Natsionalnyi hymn (Ne pora)", "Pisnia ruskykh khlopiv-radykaliv", "Sichovyi marsh", "De yest ruska vitchyna?", "Marsh halytsko-ruskykh «tverdykh»", "Novitni haidamaky"

No publicados en colecciones:
- "Darmo" («Para nada») (1874)
- "Dumka" («Opinión») (1874)
- "Epihramaty i ksenii" («Epigramas y Xenia») (1874)
- "Pelikan" («Pelícano») (1874)
- "Pisnia syroty" («La canción del huérfano») (1874)
- "Put zhyttia" («El modo de vida») (1874)
- "Zhyvi i mertvi" («Los vivos y los muertos») (1874)
- "Na den 11 yuliia 1875" («El 11 de julio de 1875») (1875)
- "O złe i dobre, które w sercu noszę..." («Oh mal y bien, que llevamos en el corazón...») (1875)
- "Olha" («Olga») (1875), inacabado
- "Shukai krasy, dobra shukai!" («¡Busca la belleza, busca la bondad!») (1876)
- "Pro bahacha, shcho yizdyv bidu kupuvaty" («Sobre el hombre rico que fue a comprar problemas») (1877)
- "Son kniazia" («El sueño del príncipe») (1877), inacabado
- "«Slovo» i «Pravda»" («"Palabra" y "Verdad"») (1878)
- "Akh, kob to ya buv muzykantom..." («Oh, me gustaría ser músico...») (1878)
- "Aristofan II" («Aristófanes II») (1878)
- "Buvaiut khvyli – sertse rvetsia..." («Hay olas - el corazón se rompe...») (1878)
- "Elehiia" («Elegía») (1878)
- "My" («Nosotros») (1878)
- "Ne zhurys, shcho na svit osin sumrachna yde..." («No os entristezcáis que se acerca un otoño sombrío para el mundo...») (1878)
- "Ni, na dilo, shchob vyrechy: ta vono prave..." («No, al grano, para juzgar: pero es justo...») (1878)
- "Oi matinko liuba, yedyna moia,..." («Oh querida madre, mi única,...») (1878)
- "Piat hrikhiv holovnykh" («Cinco pecados capitales») (1878)
- "Poslukhaite, dobri liudy, shcho maiu kazaty..." («Escuchen, buena gente, lo que tengo que decir...») (1878)
- "Samotnii, khvoryi, dumaiu v khatyni..." («Solo, enfermo, pensando en la choza...») (1878)
- "Slovar-poet" («Diccionario-poeta») (1878)
- "Slovo" («Palabra») (1878)
- "Slozamy lychenko ty ne vmyvai..." («No te laves la cara con lágrimas...») (1878)
- "Smerklosia. Tykho kruh mene, mov v hrobi,..." («Se puso oscuro. Hay silencio a mi alrededor, como en una tumba,...») (1878)
- "Soika" («Arrendajo») (1878)
- "Stara pisnia" («Una vieja canción») (1878)
- "Ver-yi" («Muy») (1878)
- "V-ovi P-omu" («A la P-ésima») (1878)
- "Dumka" («Opinión») (1879)
- "Istoriia midianoho kreitsara" («La historia del crucero de cobre») (1879)
- "Istoriia tovpky soli" («La historia de la multitud de sal») (1879)
- "Mizh shchastiam a horem..." («Entre la alegría y la tristeza...») (1879)
- "Na smert molodoho poeta" («Sobre la muerte de un joven poeta») (1879)
- "Ne raz nahaduiu ti dny..." («A menudo recuerdo esos días...») (1879)
- "Suddi tebe y zakony zapiatnaly..." («Los jueces y las leyes te han manchado...») (1879)
- "Vechir! Vechir! Sontse silo..." («¡Noche! ¡Noche! El atardecer...») (1879)
- "Vstydno plakaty, tuzhyty..." («Es una pena llorar, añorar...») (1879)
- "[Opovidannia tsiupasnyka]" («[La historia de este pastor]») (1880)
- "Botokudy" (1880)
- "Chom tak tryvozhno bies..." («¿Por qué estás latiendo tan ansiosamente...») (1880)
- "Ei, dumy zolotii..." («Hey, pensamientos de oro...») (1880)
- "Liudei blahoslovliaiuchy..." («Bendiciendo a la gente...») (1880)
- "Mchytsia blyskucha kareta..." («Un carruaje brillante se precipita...») (1880)
- "Na nebi chorna tma..." («Hay oscuridad negra en el cielo...») (1880)
- "Nache vykhor, mynaiut roky..." («Como un torbellino, pasan los años...») (1880)
- "Ne biitesia tiurmy, o druhy molodii!" («¡No tengáis miedo a la cárcel, queridos jóvenes!») (1880)
- "O hrishna dushenko, otse..." («Oh alma pecadora, aquí...») (1880)
- "Pisni tykhii, sumnii..." («Canciones tranquilas, dudas...») (1880)
- "Pravdyva kazka" («Un verdadero cuento de hadas») (1880)
- "Promyne, proplyne..." («Pasará, pasará...») (1880)
- "Pytaiesh, chym ya sohrishyv" («Me preguntas que he pecado») (1880)
- "Shevchenko i poklonnyky" («Shevchenko y adoradores») (1880)
- "Sonety-nevilnyky" («Sonetos de esclavos») (1880)
- "Suchasna pisnia" («Canción moderna») (1880)
- "Ty znov ozhyvaiesh, nadiie..." («Estás vivo de nuevo, espero...») (1880)
- "V samoti, hryzoti..." («Solo, royendo...») (1880)
- "Visti z kraiu botokudiv" («Noticias de la tierra de Botokud») (1880)
- "Vole moia zolotaia..." («Campañol mi dorado...») (1880)
- "Vraz z nym panotchyky pryidut..." («Junto a él vendrán los señores...») (1880)
- "Vtomyvsia ya. Mov zhar, horyt vse tilo..." («Estoy cansado. Como el calor, todo el cuerpo arde...») (1880)
- "Yak tykho, yasno nadvori..." («Qué tranquilo, claro afuera...») (1880)
- "Znov rik mynuv. Znov krok odyn vpered..." («Ha pasado otro año. Un paso adelante de nuevo...») (1880)
- "Bubnyshche" («Batería») (1881)
- "Die galizische Grundentlastung" (1881)
- "Holosnyi dzvinok sklykaie..." («Una fuerte llamada llama...») (1881)
- "Matrona-komirnytsia" («Mmatrona-almacenista») (1881)
- "Ne vse ishche bulo, shcho mozhe buty..." («No todo era aún lo que podría ser...») (1881)
- "Peredmova" («Prefacio») (1881)
- "Pryvit" («Hola») (1881)
- "Smert ubiitsi" («Muerte de un asesino») (1881)
- "Try areshtantky" («Tres mujeres detenidas») (1881)
- "Lisovoiu vuzkoiu dorohov..." («A través de un estrecho camino forestal...») (1882)
- "Machukha" («Madrastra») (1882)
- "Mariika" (1882)
- "My lubimy rusinów..." («Mi lubimy Rusinów...») (1882)
- "Na smert Volodymyra Navrotskoho" («Sobre la muerte de Volodymyr Navrotskyi») (1882)
- "Narodna hutirka pro kometu" («Charla popular sobre un cometa») (1882)
- "Neduzhyi" («Enfermo») (1882)
- "Nema, nema vzhe vladaria hriznoho..." («No hay, ya no hay un gobernante formidable…») (1882)
- "Pantruisia, synu, tykh liudei, shcho slovo..." («Cuídate, hijo mío, de aquellas personas cuya palabra...») (1882)
- "Pokhvala Drohobycha" («El elogio de Drohobych») (1882)
- "Rubach" («Alegre») (1882)
- "Ruskym viazniam iz r. 1882" («Prisioneros rusos desde 1882») (1882)
- "Siasia" (1882)
- "U nepamiat" («En el olvido») (1882)
- "Zholud zbyraty v lis pobihly dity..." («Los niños corrieron al bosque a recoger bellotas...») (1882)
- "Apostrofa" («Apóstrofe») (1883)
- "Do Dranmora" («A Durnmore») (1883)
- "Do Józi D[zwonkowskiej]" («A Józi D[zwonkowskiej]») (1883)
- "Do shturmu!" («¡Al asalto!») (1883)
- "Dovha nich dlia toho..." («Una larga noche para...») (1883)
- "Dribnii syly vmii dokupy zbyty..." («Sabes cómo derribar fuerzas pequeñas...») (1883)
- "Kharchem, shcho zhyzn tobi dala..." («La comida que te dio la vida...») (1883)
- "Khoryi" (1883)
- "Khvylia zneviry" («Una ola de desesperación») (1883)
- "Koly chesnyi upade, to hnet povstaie..." («Cuando los honestos caen, la opresión se levanta...») (1883)
- "Memorandum budiakiv" («Memorándum de cardos») (1883)
- "Mov toi pyshnobarvnyi tsvit prekrasnyi..." («Como esa magnífica flor es hermosa...») (1883)
- "Na mohyli" («En la tumba») (1883)
- "Ne raz bezsonnomu zdaietsia..." («Más de una vez le parece al insomne...») (1883)
- "Ne skhyliai svoie lychko prekrasneie..." («No inclines la cara, será hermoso...») (1883)
- "Ostoroha" («Advertencia») (1883)
- "Perspektyva" («Prospecto») (1883)
- "Rybachka" (1883)
- "V pryrody nema ni yadra, ni lupyny..." («En la naturaleza no hay núcleo ni caparazón...») (1883)
- "Ya zabuv" («Me olvidé») (1883)
- "Yak dvoie liubliatsia, a zhdut..." («Cómo dos se aman y esperan...») (1883)
- "Zviriachyi parlament" («Parlamento animal») (1883)
- "«Novomu prolomovi» v albom" («"Hacia un nuevo avance" en el álbum») (1884)
- "Ambroziiu Yanovskomu" (1884)
- "Halychyno, dumai o sobi sama!" («¡Galitzia, piensa en ti!») (1884)
- "Hazelia" («Gacela») (1884)
- "Kazka dlia molodykh dyrektoriv bankovykh" («Un cuento de hadas para jóvenes directores de banco») (1884)
- "Mohyla Tarasova" («La tumba de Taras») (1884)
- "Ne bez ale" («No sin un pero») (1884)
- "Nove zhyttia" («Nueva vida») (1884)
- "Persha vchytelka" («El primer maestro») (1884)
- "Pisnia ruskoho bursaka" («Canción del bursak ruso») (1884)
- "Pravedni y nepravedni" («Justos e injustos») (1884)
- "Shumka o. Pavlykova" (1884)
- "Tobi, shcho vlasnoiu rukoiu..." («A ti, que con tu propia mano...») (1884)
- "V 23-ti rokovyny smerti Tarasa Shevchenka" («En el 23 aniversario de la muerte de Taras Shevchenko») (1884)
- "V richnytsiu" («En el aniversario») (1884)
- "Vivtsia y Yap" («Ovejas y Yap») (1884)
- "Ex nihilo" (1885)
- "Hei, «pany» y «hospodynove»..." («Oigan, "señores" y "maestros"...») (1885)
- "Pidhiria vzymi" («Estribaciones en invierno») (1885)
- "Ranok na pastivnyku" («Mañana en el pastor») (1885)
- "Slavosloviie" («Teología») (1885)
- "Sviatyi Valentii" («San Valentín») (1885)
- "Ya snyv" («Yo soñé») (1885)
- "Yii smikh" («Su risa») (1885)
- "Zblyzhavsia den i son prohnav..." («Se acercaba el día y el sueño se alejaba...») (1885)
- "U temnu nich ya mistom tykho bryv..." («En la noche oscura, deambulé tranquilamente por la ciudad...») (1886)
- "V 25-i rokovyny smerti Tarasa Hryhorovycha Shevchenka" («En el 25 aniversario de la muerte de Taras Hryhorovych Shevchenko») (1886)
- "Chy bach, na moim stalo, harna krale..." («Mira, es culpa mía, bella ladrona...») (1887)
- "Moii druzhyni" («Para mi esposa») (1887)
- "Ne dlia toho bahatoho, shcho brata zdyraie..." («No para el rico que le estafa al hermano...») (1887)
- "Panski zharty" («Chistes de caballeros») (1887)
- "Prytcha pro sokyru" («La parábola del hacha») (1887)
- "Do Ts[eliny] Zh[urovskoi]" («A Ts[eliny] Zh[urovskoi]») (1888)
- "Dushe moia! Dushe dushi moiei..." («¡Mi alma! Alma de mi alma...») (1888)
- "[Strofy]" («[Estrofas]») (1889)
- "Buv vechir, my v kazni vzhe spaty liahly..." («Era de noche, ya nos habíamos acostado en el tesoro...») (1889)
- "Hore staromu, oi, hore..." («¡Ay del viejo, oh, ay...») (1889)
- "Kain" («Caín») (1889)
- "Molotiat den i nich – ne zhyto..." («Trillar día y noche - no centeno...») (1889)
- "Ne pochynat, choho zrobyt ne mozhna..." («No empieces lo que no puedes hacer...») (1889)
- "Neiasna dlia vas tsia lehenda..." («Esta leyenda no te queda clara...») (1889)
- "Ni, ne liubyv na sviti ya nikoho..." («No, no amaba a nadie en el mundo...») (1889)
- "Ni, vdurity dovedetsia..." («No, tendrás que golpearlo...») (1889)
- "Smert Kaina" («La muerte de Caín») (1889)
- "Tiazhkoiu zmoroiu lezhyt na mni..." («Una pesada carga recae sobre mí...») (1889)
- "Tsar na lovakh zabludyvsia..." («El rey se perdió mientras pescaba...») (1889)
- "Lys Mykyta" («Nikita el zorro») (1890)
- "Podorozh na misiats" («Un viaje a la luna») (1890)
- "Boliachka" («Doloroso») (1891)
- "Kytsia" («Minino») (1891)
- "Pryhody Don Kikhota" («Las aventuras de Don Quijote») (1891)
- "Pianytsia" («El borracho») (1892)
- "Tsar i asket" («El rey y el asceta») (1892)
- "Tsar-boh" («El rey es un dios») (1892)
- "Lysytsia-spovidnytsia" («Zorro confesor») (1893)
- "Vandrivka rusyna z Bidoiu" («El viaje de un ruteno con Bida») (1893)
- "Lysova pryhoda" («Aventura de zorro») (1894)
- "Medvid" («Oso») (1894)
- "Abu-Kasymovi kaptsi" («Zapatillas de Abu Qasim») (1895)
- "Try doli" («Tres destinos») (1895)
- "Poema pro bilu sorochku" («Un poema sobre una camisa blanca») (1897)
- "Nenache vyhnanets z chuzhyny..." («Como un exiliado de una tierra extranjera...») (1898)
- "Velyki rokovyny" («Grandes años») (1898)
- "Pokhoron" («El funeral») (1899)
- "Koval Bassim" («Herrero Bassim») (1900)
- "Vsiakyi lehendy spiva..." («Cada leyenda del canto...») (1900)
- "Maiovi elehii" («Elegías de mayo») (1901)
- "Nedarom skazano..." («No me extraña que se diga...») (1902)
- "V albom p[a]ni O. M." («En el álbum de la Sra. O. M.») (1902)
- "Strily" («Flechas») (1903)
- "Burkutska romansa" («Romance burkut») (1905)
- "Moisei" («Moisés») (1905)
- "[Z Knyhy proroka Yeremii]" («[Del Libro del Profeta Jeremías]») (1906)
- "D. B." (1906)
- "Khodyt tuha po holii hori..." («Paseos anhelantes por la montaña pelada...») (1906)
- "Patriot" («Patriota») (1906)
- "Posvarylas soika z dubom..." («Un grajo se peleó con un roble...») (1906)
- "Siite bilsh" («Sembrar más») (1906)
- "Prytcha pro dvokh rabiv" («La parábola de los dos esclavos») (1913)
- "Iz pouchen batka synovi" («De las enseñanzas del padre al hijo») (1914)
- "Konchakova slava" («Gloria de Konchakov») (1914)
- "Lehenda pro sviatoho Marina" («La leyenda de San Marín») (1914)
- "Ne alehoriia" («No es una alegoría») (1914)
- "Or i Syrchan" («O y Sirchan») (1914)
- "Prytcha pro koleso" («Parábola de la rueda») (1914)
- "Prytcha pro sliptsia i khromtsia" («Parábola del ciego y el cojo») (1914)
- "Smertelno ranenyi" («Mortalmente herido») (1914)
- "Teren u nozi" («Tierra en la pierna») (1914)
- "Viddanytsia" («Lealtad») (1914)
- "Viisko tinei" («Ejército de sombras») (1914)
- "Na smert M. Pavlyka" («Sobre la muerte de M. Pavlyk») (1915)
- "Oi, briaznula shybka..." («Oh, la ventana traqueteó...») (1915)
- "Sic transit" («Tránsito Sic») (1915)
- "Takozh znannia" («También conocimiento») (1915)
- "Try styrty" («Tres toallitas») (1915)
- "Pryiemnyi vyd" («Bonita vista») (1916)
- "Shche ne propalo" («Aún no se ha ido») (1916)
- "Vo chelovitsikh blahovoleniie!" («¡Benevolencia en los hombres!») (1916)
- "Zoni Yuzychynskii" (1916)

### Obras de teatro
- Yuhurta («Yogur») (1873)
- Try kniazi na odyn prestol («Tres príncipes en un trono») (1874)
- Slavoi i Khrudosh («Slavoi y Hrudosh») (1875)
- Poslidnii kreitsar («El último cruzado») (1879)
- Riabyna («Serbal») (1886)
- La felicidad robada (Ukradene shchastia) (1892)
- Uchytel («Profesor») (1894)
- Viit Zalameiskyi (1894)
- Maister Chyrniak («Maestro Chernyak») (1894)
- Son kniazia Sviatoslava («Sueño del príncipe Svyatoslav») (1895)
- Kamiana dusha («Alma de piedra») (1895)
- Sud sviatoho Nykolaia («La corte de San Nicolás») (1895)
- Budka ch. 27 («Stand parte 27») (1896)
- Chy vdurila? («¿Cometiste un error?») (1904)

### No ficción
Artículos
- "Literaturni pysma" («Escritos literarios») (1876)
- "Serbski narodni dumy i pisni" («Poemas y canciones populares serbias») (1876)
- "Emil Zolia i yoho tvory" («Emil Zola y sus obras») (1878)
- "Krytychni pysma o halytskii intelihentsii" («Escritos críticos sobre la intelectualidad de Galitzia») (1878)
- "Literatura, yii zavdannia i naivazhnishi tsikhy" («Literatura, sus tareas y las ramas más importantes») (1878)
- "Khutorna poeziia P. A. Kulisha" («Poesía agrícola de P. A. Kulish») (1882)
- "Z kintsem roku" («Al final del año») (1896)
- "Mykhailo P. Starytskyi" (1902)
- "Pryntsypy i bezpryntsypnist" («Principios y falta de principios») (1903)
- "Suspilno-politychni pohliady M. Drahomanova" («Puntos de vista sociopolíticos de M. Dragomanov») (1906)

Historia
- Polske povstannia v Halychyni 1846 roku («El levantamiento polaco en Galitzia en 1846») (1883)
- Zhyttia Ivana Fedorovycha i yoho chasy («La vida de Ivan Fedorovych y su época») (1884)
- Do istorii ruskoi tserkvy v poslidnikh chasakh Rechi Pospolytoi Polskoi («A la historia de la Iglesia rusa en los últimos días de la Mancomunidad polaca») (1885)
- [Rets.] Pysmo N. Y. Kostomarova k yzdateliu «Kolokola» s predyslovyem M. Drahomanova («[Rec.] Carta de N. I. Kostomarov al editor de "Kolokola" con prólogo de M. Drahomanov») (1885)
- Mozes Mendelzon – reformator zhydivskyi («Moses Mendelssohn es un reformador judío») (1886)
- Avhsburzka «Allgemeine zeitung» pro aresht Shevchenka i tov[aryshiv] v r. 1847 («Augsburgo "Allgemeine zeitung" sobre el arresto de Shevchenko y camaradas en 1847») (1886)
- Poema pro stan Halychyny (1772-1809) («Un poema sobre el estado de Galitzia (1772-1809)») (1886)
- Iz starykh zapysok («De viejas notas») (1886)
- Do istorii nashoho vidrodzhennia («A la historia de nuestro avivamiento») (1886)
- Prychynok do istorii 1848 roku («Razones para la historia de 1848») (1886)
- Die Bibel und die neueren Entdeckungen in Palastina (1887)
- Zadushni dni u Lvovi 1848 r. («Días mortales en Lviv en 1848») (1888)
- [Rets.] Ruska istorychna biblioteka («[Rec.] Biblioteca histórica rusa») (1890)
- Letopys Podhoretskoho monastыria («Crónica del Monasterio Podgoretsky») (1890)
- Dvi unii («Dos uniones») (1890)
- Pivstolittia («Medio siglo») (1891)
- Yosyf Shumlianskyi, poslednyi pravoslavnыi epyskop lvovskyi y eho «Metryka» («Iosif Shumlyansky, el último obispo ortodoxo de Lviv y su "Metric"») (1891)
- Popravky y dodatky do spomyniv pro N. K. Syhydu («Enmiendas y adiciones a las memorias de N. K. Sygyda») (1895)
- Virsha pro barsku konfederatsiiu («Un poema sobre la confederación del señor.») (1895)
- Materialy i uvahy do istorii avstro-ruskoho vidrodzhennia 1772 – 1848 («Materiales y atención a la historia del renacimiento austro-ruso 1772 - 1848») (1895)
- Z istorii Beresteiskoho soboru 1596 r. («De la historia de la Catedral de Berestei en 1596.») (1895)
- Zapyska o sostoianyy Podolyy v 1843 hodu («Nota sobre el estado de Podolia en 1843») (1896)
- Panshchyna ta yii skasuvannia 1848 r. v Halychyni («Panshchyna y su abolición en 1848 en Galitzia») (1897)
- [Rets.] Yosyf Shumlianskyi, russkyi epyskop lvovskyi ot h. 1667 do h. 1708 («[Rec.] Joseph Shumlyansky, obispo ruso de Lviv de 1667 a 1708») (1898)
- Prychynok do halytsko-ruskoi bibliohrafii 1848 – 1849 rr. («Razones de la bibliografía gallego-rusa de 1848-1849.») (1898)
- [Rets.] K. Kharlampovych. Ostrozhskaia pravoslavnaia shkola, ystoryko-krytycheskyi ocherk («[Rec.] K. Kharlampovych. Escuela Ortodoxa de Ostroh, ensayo histórico y crítico») (1898)
- Khmelnychchyna 1648 – 1649 rokiv u suchasnykh virshakh («Khmelnytskyi 1648-1649 en poemas modernos») (1898)
- Hranychnyi stav («Estado fronterizo») (1898)
- Yosyf Shumlianskyi, lvivskyi yepyskop 1668 – 1708 r., i zavedennia unii v Halychyni («Joseph Shumlyanskyi, obispo de Lviv 1668-1708, y el establecimiento de la unión en Galitzia») (1898)
- [Rets.] Opysanye dokumentov arkhyva zapadnorusskykh unyatskykh mytropolytov. 1470 – 1700 («[Rec.] Descripción de los documentos del archivo de los metropolitanos uniatos de Rusia occidental. 1470-1700») (1899)
- [Rets.] Monumenta confraternitatis stauropigianae Leopoliensis («[Rec.] Monumenta confraternitatis stauropigianae Leopoliensis») (1899)
- Novi doslidy nad naidavnishoiu istoriieiu zhydiv («Nueva investigación sobre la historia más antigua de los judíos») (1901)
- Novi prychynky do istorii polskoi suspilnosti na Ukraini v XIX v. («Nuevas razones para la historia de la sociedad polaca en Ucrania en el siglo XIX») (1902)
- Materialy do kulturnoi istorii Halytskoi Rusy 18 i 19 viku («Materiales para la historia cultural de la Rus Gallega en los siglos XVIII y XIX») (1902)
- Ruske dukhovenstvo v borotbi z narodnymy viruvanniamy pry kintsi XVIII v. («El clero ruso en la lucha contra las creencias populares a fines del siglo XVIII») (1902)
- Try rukopysni pidruchnyky ruski z lit 1806, 1815, 1829 («Tres libros de texto rusos escritos a mano de los años 1806, 1815, 1829») (1902)
- Prykarpatska Rus v XIX v. («Rus de los Cárpatos en el siglo XIX») (1902)
- [Rets.] Y. Luchytskyi. Krestiane y krestianskaia reforma v vostochnoi Avstryy («[Rec.] I. Luchytskyi. Campesinos y reforma campesina en el este de Austria») (1902)
- Lukian Kobylytsia («Lukyan Kobylitsa») (1902)
- Adam Mitskevych. Do halytskykh pryiateliv («Adam Mickiewicz. A los amigos gallegos») (1903)
- [Rets.] Jozef Krajewski. Tajne związki polityczne w Galicyi od roku 1833 do roku 1841 («[Rec.] Jozef Krajewski. Relaciones políticas secretas en Galicia de 1833 a 1841») (1904)
- Koly vmer Isus Khrystos? («¿Cuándo murió Jesucristo?») (1904)
- Polska poema pro umansku rizniu («Poema polaco sobre el distrito de Uman») (1904)
- Simon Bolivar («Simón Bolívar») (1904)
- [Rets.] N. Vasylenko. Yosyf Maksymovych Bodianskyi y eho zasluhy dlia yzuchenyia Malorossyy («[Rec.] N. Vasylenko. Yosif Maksymovich Bodyanskyi y sus méritos para el estudio de la Pequeña Rusia») (1905)
- [Rets.] Aleksander Brükner. Różnowiercy polscy («[Rec.] Aleksander Brükner. Política de Różnowiercy») (1905)
- Isusa chy Varravu? («¿Jesús o Barrabás?») (1906)
- [Rets.] Ks. Dr. I. Warmiński. Andrzej Samuel i Jan Seklucyan («[Rec.] Ks. Dr. I. Warminski. Andrzej Samuel y Jan Seklucyan») (1907)
- [Rets.] E. Holubynskyi. Khersonskye sviashchennomuchenyky, pamiat kotorыkh 7-ho marta («[Rec.] E. Golubinsky. Hieromártires de Kherson, cuyo recuerdo es el 7 de marzo.») (1907)
- [Rets.] E. E. Holubynskyi. Po povodu perestroia V. Y. Lamanskym ystoryy deiatelnosty Konstantyna Fylosofa, pervouchytelia slavianskoho («[Rec.] E. E. Golubinsky. Con respecto a la reconstrucción de V. I. Lamansky de la historia de las actividades de Constantino el Filósofo, el primer maestro de la lengua eslava») (1907)
- Ten yak istoryk frantsuzkoi revoliutsii («Tain como historiador de la Revolución Francesa») (1908)
- Dvi zamitky do tekstu naidavnishoi litopysi («Dos notas sobre el texto de la crónica más antigua») (1908)
- Prychynky do istorii 1848 r. («Razones para la historia de 1848») (1909)
- [Rets.] Mykhailo Drahomanov. Propashchyi chas («[Rec.] Myjailo Drahomanov. Tiempo perdido») (1909)
- Do martivskykh dniv 1848 r. u Lvovi («Hasta los días de marzo de 1848 en Lviv») (1910)
- [Rets.] A. Spytsыn. Ystoryko-arkheolohycheskye razыskanyia («[Rec.] A. Spitsyn. Investigación histórica y arqueológica») (1910)
- Shchaslyvyi cholovik («Hombre feliz») (1911)
- Pryhoda Z. Avdykovskoho dnia 1 serpnia 1848 roku («La aventura de Z. Avdykovsky el 1 de agosto de 1848.») (1912)
- «Osnovy novoi slovianskoi polityky» Bakunina («Fundamentos de la nueva política eslava de Bakunin») (1912)
- Prychynky do istorii Ukrainy-Rusi («Razones para la historia de Ucrania-Rusia») (1912)
- Azbuchna viina v Halychyni 1859 r. («La guerra del alfabeto en Galitzia en 1859») (1913)

Literatura
- Varlaam i Yoasaf («Barlaam y Joasaf») (1897)
- Iz sekretiv poetychnoi tvorchosti («De los secretos de la creatividad poética») (1898)
- Karpato-ruske pysmenstvo XVII-XVIII vv. («Literatura carpato-rusa de los siglos XVII-XVIII») (1900)
- Sviatyi Klyment u Korsuni («San Clemente en Korsun») (1906)

Sociología
- Shcho take postup? («¿Qué es el progreso?») (1903)

## Adaptaciones
- Borislav smeyetsya (1927), película dirigida por Iosi Rojas, basada en la novela Boryslav smiietsia
- Ukradene shchastia (1952), película dirigida por Isaak Shmaruk y Hnat Yura, basada en la obra de teatro La felicidad robada
- The Painted Fox (1953), cortometraje animado dirigido por Aleksandr Vasilyevich Ivanov, basado en el cuento "Farbovanyi Lys"
- Zakhar Berkut (1971), película dirigida por Leonid Osyka, basada en la novela Zajar Berkut
- Ukradene shchastia (1984), miniserie dirigida por Juri Tkachenko, basada en la obra de teatro La felicidad robada
- Radi semeynogo ochaga (1992), película dirigida por Boris Savchenko, basada en la novela Dlia domashnoho ohnyshcha
- Lys Mykyta (2007), cortometraje animado dirigido por Volodymyr Kmetyk, basado en el poema "Lys Mykyta"
- El vuelo del halcón (2019), película dirigida por John Wynn y Akhtem Seitablaev, basada en la novela Zajar Berkut
- Landscapes for Freedom (2024), cortometraje animado dirigido por Nicolás Isasi, basado en el poema "Bezmezhneye pole"

## El hispanismo de Iván Frankó

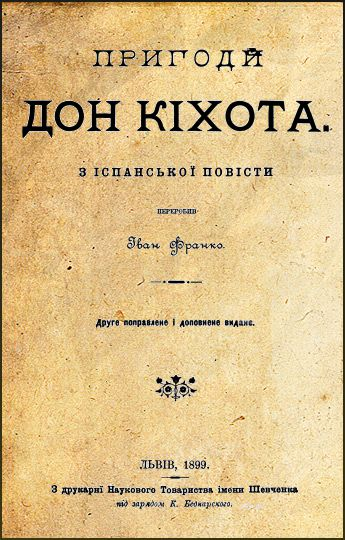
Portada de la obra «Las aventuras de Don Quijote», la reelaboración en verso de Iván Frankó, 2.ª edición, 1899

Iván Frankó fue el primero en difundir en ucraniano la inmortal novela cervantina, El Quijote, y la biografía de su autor. En 1891, el literato ucraniano lo hizo publicando en varios números de la revista Dzvinok la obra de unos 6500 versos bajo el título «Las aventuras de Don Quijote», su reelaboración a partir de la novela. Obra que al año siguiente fue publicada ya como un libro separado, con un prefacio que contiene la biografía de Cervantes, luego dos veces reeditado en vida de Iván Frankó, en 1899 y 1913. El cuerpo de la adaptación lo precede el Prólogo, un poema en el que Frankó pretendía acercar a su lector al contexto de la obra con una descripción de España y su historia hasta la época del protagonista, además de trazar la biografía de Cervantes con un relato sobre la batalla de Lepanto, el cautiverio del escritor, el comienzo del trabajo en El Quijote, etc. El poema prólogo de esa obra empieza con estos versos:

¡España, oh, mi España!

Edén es terrenal

así en sueños veo yo

la tierra virginal.

El sol vertiendo su calor,

belleza y placer,

las nieves en el monte están,

no osan descender.

Los bosques siempre en su verdor,

cantándonos, sabed,

plateados ríos del lugar

calmando están la sed.

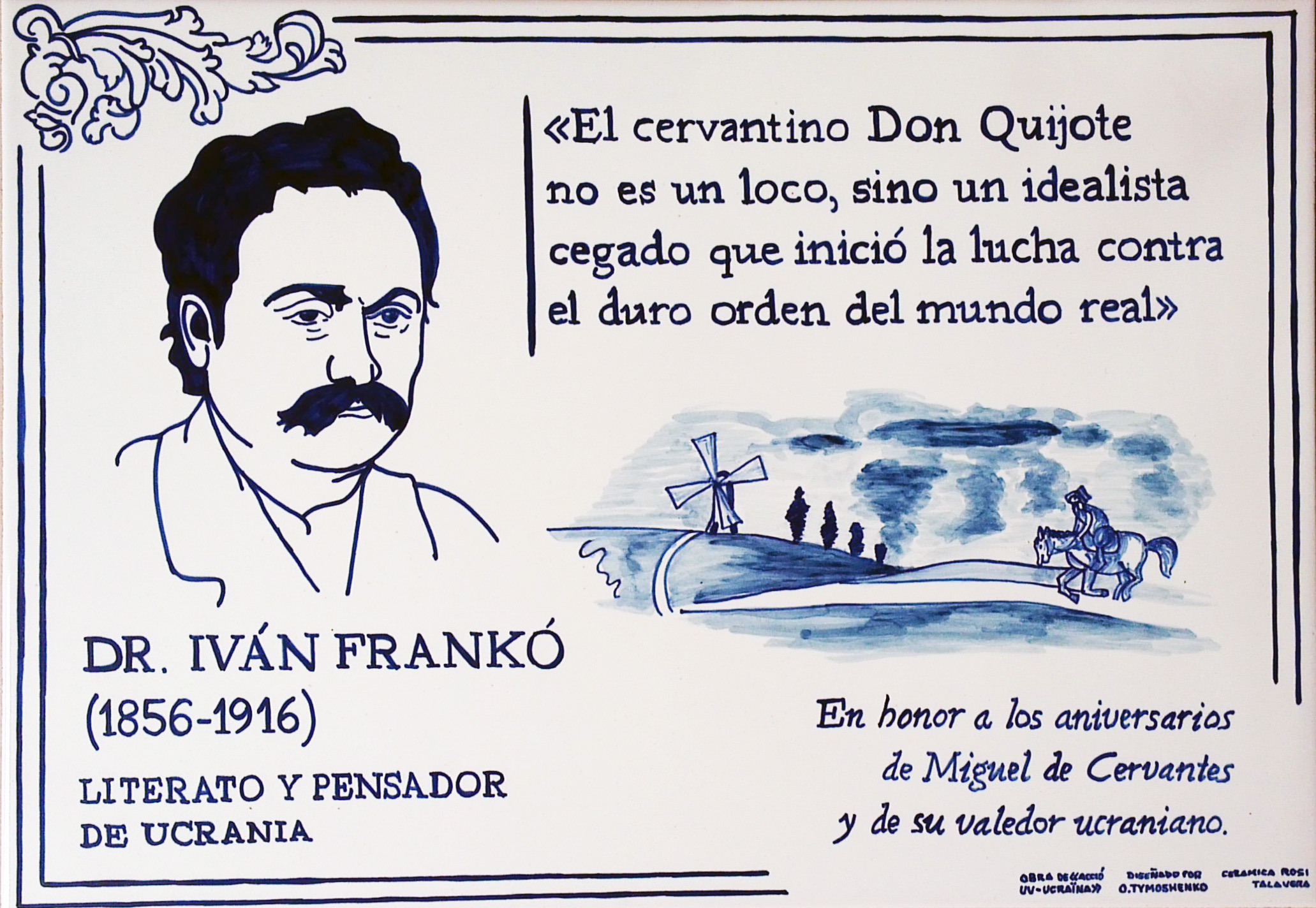
Placa a Iván Frankó y Miguel de Cervantes, Universidad de Valencia

Aunque Frankó no dominaba el español y reproducía los textos basándose en publicaciones alemanas, su conocimiento de la biografía del escritor español es bastante profundo. No menos curioso es cómo veía el literato ucraniano al mítico personaje:
«El cervantino Don Quijote no es un loco, sino un idealista cegado que inició la lucha contra el duro orden del mundo real».
Además de Cervantes, Iván Frankó –aficionado del romancero– tradujo y comentó obras folklóricas ibéricas, escribió ensayos críticos muy positivos sobre Lope de Vega, quien para el ucraniano era «uno de los más poderosos intermediarios en el intercambio cultural del bien literario y «uno de los mayores unificadores de los temas y las formas que dio la humanidad». Se conoce que Frankó empezó a trabajar en la traducción y adaptación de Fuenteovejuna, que no llegó a publicar. 
Con el fin de buscar modelos para renovar el teatro ucraniano, Iván Frankó produjo un excepcional experimento literario: adaptó en prosa la obra dramática en verso El alcalde de Zalamea, de Pedro Calderón de la Barca, enfocando las preocupaciones sociales del público ucraniano de entonces, cuya representación por la compañía teatral Ruska Besida duró más en el tiempo que otras obras y, según informaba la prensa polaca, tuvo un gran éxito entre el público. 
Para el ucraniano, «Calderón es un gigante igual a Shakespeare y Dante» y «en sus obras, tanto por el contenido como por la forma, todavía es muy fuerte y perceptible el elemento de lo tradicional, pero a la vez sobresale su poderosa y luminosoa individualidad».
Su interés por los clásicos de la literatura española también pasó por otros autores, como Tirso de Molina, acercándolos todos por primera vez al lector y público ucraniano.

## Recepción de la obra de Frankó en el mundo hispano
En 1924 se encuentran las primeras menciones enciclopédicas de Iván Frankó en España, en la que ya se apelaba a que «tradujo El Quijote», concretamente en la Enciclopedia Universal Ilustrada Europeo-americana, tomo XXIV.
Según los estudiosos de la recepción general de la obra de Iván Frankó en el mundo hispano, las primeras traducciones de sus poemas al español que se conocen datan de los años 50 en revistas y colecciones políglotas, por motivo del primer centenario del autor en 1956, tanto por representantes de la diáspora ucraniana como por iniciativa de dentro de la Unión Soviética.
Este primer centenario fue celebrado en el mundo hispano y tampoco pasó desapercibido en España. Así, por una parte, el literato colombiano Jorge Zalamea, desde el Consejo Mundial de la Paz, aseguró que «si el pueblo ucraniano comprende a los pueblos de Inglaterra, España, Francia, Italia, Norteamérica o Alemania, ello se lo debe en no pequeña medida a Iván Frankó, que dio a conocer a sus compatriotas lo mejor de la aportación de aquellos pueblos al tesoro de la cultura universal.», añadiendo además que «debemos seguir su ejemplo para no quedar con él en deuda«.
Por otra parte, la revista Poesía española, dirigida por José García Nieto, publicó en el número 56, del mes del centenario (agosto de 1956), un artículo sobre Iván Frankó con la traducción de dos de sus poemas menos conocidos, "Cristo y la cruz" ("Khrystos i khrest") y "Los conquistadores" ("Konkistadory") (págs. 26-27), de la firma del Dr. Dmytro Bachynsky. Otra publicación española del mismo autor y que abordaba en detalle no sólo el hispanismo de Iván Frankó sino también su vida y obra, es el artículo "Iván Frankó y la literatura española", publicado en la Revista de literatura, 1953, tomo 3, número 5, páginas 55-77. Ese artículo existe autoeditado aparte (texto impreso [s.n.], 1953, 23 págs.). En esa obra se concluye que Frankó unía la espiritualidad de los dos pueblos, el español y el ucraniano, conjugando las historias de la lucha por algo común: libertad, justicia y libertad de espíritu.
Fruto de las colaboraciones de traductores españoles con las editoriales soviéticas, hay cuatro grandes obras de traducciones de Iván Frankó al español:
- La felicidad robada (Ukradene shchastia) (1892) (Moscú: Eds. en Lenguas Extranjeras, 1958, 115 págs.), es una obra de teatro sobre el desamor, adaptada a la ópera en 1924 (República Checa) y 1960 (Unión Soviética), y a las pantallas en 1952, 1984 (Unión Soviética) y 2004 (Ucrania).
- Ivan Frankó: Obras escogidas (Moscú: Ed. Progreso, 1972, 304 págs.), con un prólogo sobre el autor, es una colección de dos decenas de obras en verso, una decena de obras de prosa y una obra de drama.
- Iván Frankó: El revolucionario eterno. Poesías (Kíev: Ed. Dnipró, 1979, 192 págs.) es una edición bilingüe, en ucraniano y español, aparte de un prólogo sobre el autor, cuenta con más de 50 poemas que vienen de las distintas antologías que fue editando Iván Frankó en vida.
- Zajar Berkut (Zakhar Berkut) (1883)[6]  (Kíev: Ed. Dnipró, 1982, 200 págs., traducido por Esteban Ryzvaniuk), novela histórica que trata de la sociedad y el heroísmo de unas poblaciones en los Cárpatos ante la invasión mongola de 1241.

Estas obras constan entre los fondos de la Biblioteca Nacional de España, entre otras bibliotecas, además de estar todas accesibles en PDF en el portal web www.ivanfranko.es/biblioteca Archivado el 23 de octubre de 2017 en Wayback Machine..

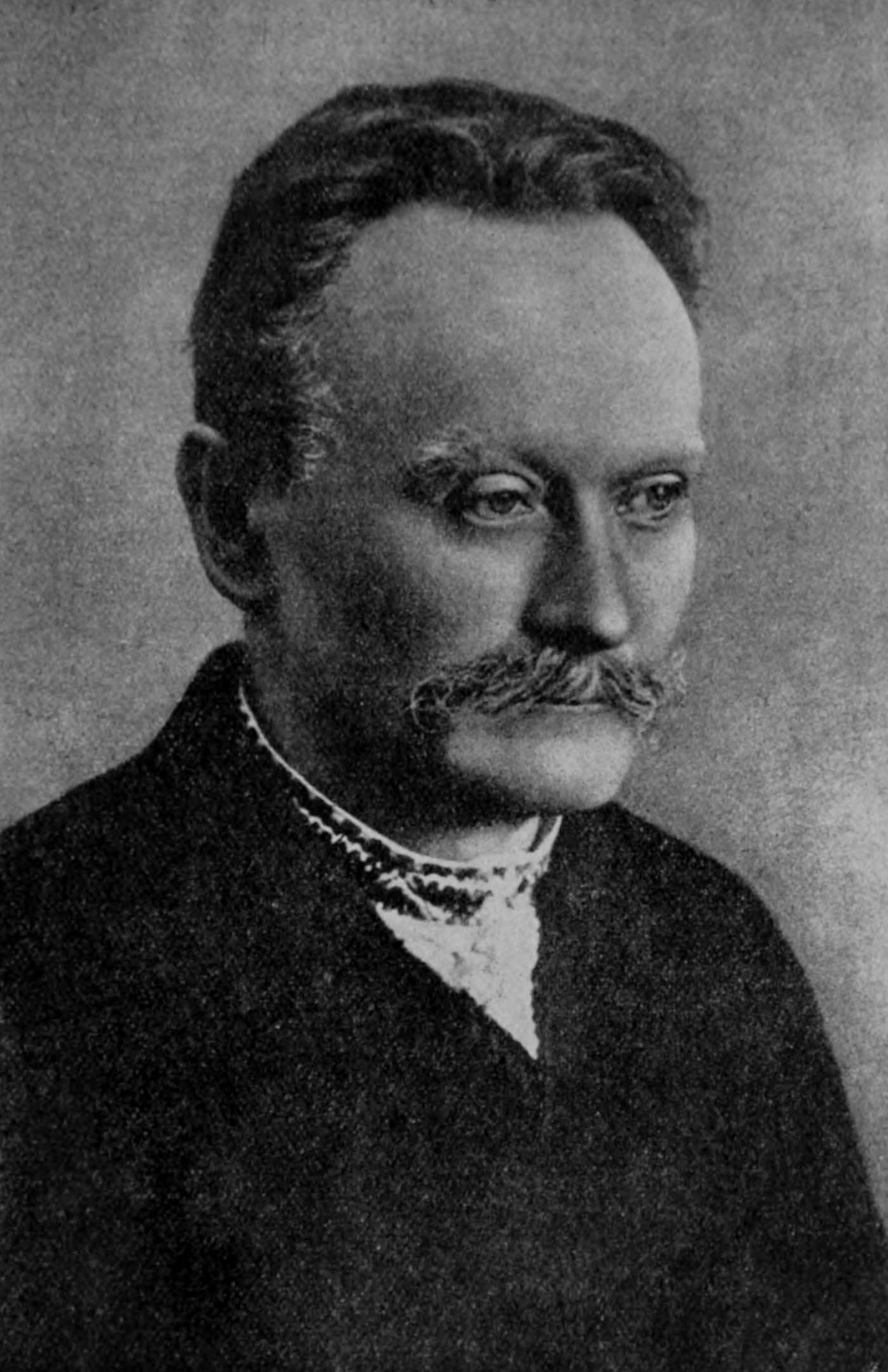
Iván Frankó en el diario español ABC, 1978.

Hay otros datos que indican que el nombre de Iván Frankó no debió ser totalmente desconocido al lector español. A partir de 1967, su nombre empieza a aparecer en el diario ABC, si bien, en este caso, no se trata de un acercamiento a su obra, sino con motivo de la llegada al puerto de Barcelona del «primer buque soviético, tras la firma de los Acuerdos de reanudación del comercio marítimo entre España y la Unión Soviética», buque bautizado Iván Frankó, nombre que también recibe una clase de barcos de pasajeros. Más tarde, de 1967 a 1984, aparecen nuevas referencias sobre cruceros a bordo de este buque, indicando que «el Iván Frankó juntamente con otros dos barcos hermanos, el Tarás Shevchenko y el Aleksandr Pushkin, constituyen en la actualidad el trío más importante de la flota de pasaje rusa».
El 3 de diciembre de 1978, Guillermo Díaz-Plaja, académico de la Real Academia Española, trae de nuevo a la memoria la obra de Iván Frankó en el artículo en ABC de dos páginas "Ucrania 1978: La voz de los poetas" en el que afirma: «El documento de identidad de los pueblos es su lengua. Ucrania posee ese elemento de autenticidad, sostenido por cuarenta y cinco millones de habitantes. Y, naturalmente, por una legión de poetas, dramaturgos y novelistas». En referencia a Tarás Shevchenko y su obra, afirma Díaz-Plaja que los temas por él tratados «alcanzan una nueva cúspide con la figura de Ivan Frankó...» el cual se habría convertido en «el último clásico de la literatura ucraniana». Decía el académico español: «desde nuestra atalaya de observadores del pueblo, la voz de uno y otro (Shevchenko y Frankó) se nos aparecen como documentos insuperables».
En 2015, con el apoyo de la Universidad de Valencia, el colectivo Acció UV-Ucraïna editó el libro Iván Frankó: la pluma ucraniana de los clásicos hispanos, que además de una selección de poemas y bibliografía contiene tres artículos de profesores ucraninaos, traducidos para ello al castellano: "Iván Frankó, orgullo y gloria de Ucrania", de Valeriy Korniychuk, "Iván Frankó y el mundo hispano", de Yarema Kravets, e "Iván Frankó, el Ortega ucraniano", de Volodymyr Sabadukha.
Por el centenario de su muerte, en 2016, estudiantes españoles del taller de Lengua y cultura ucraniana en la Universidad de Valencia, junto con estudiantes ucranianos de español en Leópolis, realizaron un vídeo-recital de un fragmento del poema de Iván Frankó titulado "España, oh, mi España» (véase en YouTube: Iván Frankó sobre España).

## Homenaje a Cervantes en el pueblo natal de Frankó

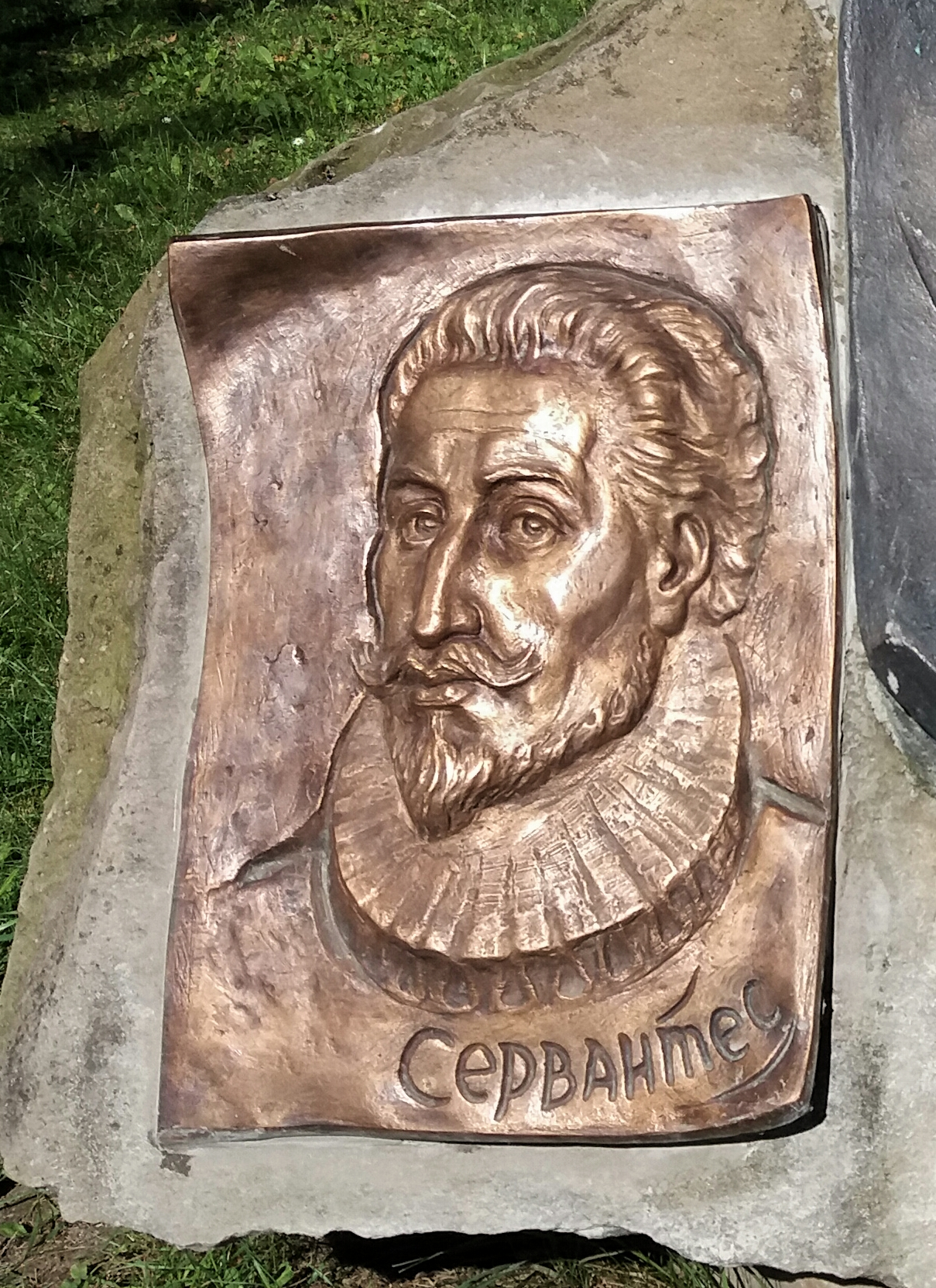
Placa a Cervantes en el pueblo natal de Frankó

En Nahuievychi, como pueblo natal de Iván Frankó, se encuentra una reserva histórico-cultural del Estado ucraniano. Por el 27 de agosto, fecha de su nacimiento, es un lugar de grandes celebraciones. La Reserva se compone del complejo de la hacienda familiar del literato - su casa-museo y la herrería paterna -, un museo aparte sobre él y un bosque hecho parque.
A un lado del museo, alrededor del monumento a Iván Frankó, se conmemora a la literatura universal con placas a varios de sus representantes con los que se puede vincular a Frankó. Ahí están perpetuados tales literatos Homero, Shakespeare, Rustaveli, Pushkin, Goethe, Hugo o Dante. Allí es donde, en 2015, representantes del colectivo ucraniano de la Universidad de Valencia echaron en falta a rostros españoles y, consecuentemente, alzaron la voz para arreglarlo. Junto con la Asociación de hispanistas de Ucrania y la dirección de la Reserva se llegó a las autoridades regionales que encargaron una placa a Miguel de Cervantes con sus propios fondos. 
Así, el ministro de Cultura de Ucrania, Yevhen Nyshchuk, inauguró la nueva placa a Miguel de Cervantes el 27 de agosto de 2016, día del 160º aniversario de Iván Frankó. La placa es de relieve y fue elaborada con acabado en bronce por Stanislav Myhal, arquitecto, académico y profesor, así como por Yaroslav Skakun, distinguido pintor, profesor de academia de las bellas artes.
Se trata de la primera monumentalización de Cervantes en Ucrania.

## Iniciativa de un monumento a Iván Frankó en Madrid
Con base en los proyectos y actividades que se realizaban desde la Universidad de Valencia sobre Iván Frankó y colaboraciones como El Quijote Universal. Siglo XXI,, a finales de 2016 se lanzó la iniciativa de promover la instalación en la capital española de un monumento al literato y pensador ucraniano, iniciativa que en el 2017 vino a configurarse fin estatutario único de la Unión de Asociaciones de ucranianos en España para la monumentalización de Iván Frankó.
En la web de la entidad Archivado el 23 de octubre de 2017 en Wayback Machine. se expone la siguiente motivación: 
«Más allá de la popularidad alcanzada en su propia tierra, Ucrania, donde se levantan numerosos monumentos en su honor e, incluso, una región fue rebautizada con su nombre, diversas capitales y ciudades en el mundo, como Viena (Austria), Lipik (Croacia), Praga (República checa), Winnipeg o Toronto (Canadá) pueden contemplar la figura de Iván Frankó como tributo a su ingente actividad y hondas preocupaciones. 
Madrid ha destinado algunos de sus espacios a monumentos que, si bien dedicados a personajes o acontecimientos históricos, también sirven de referencia nacional para los países de su procedencia en la capital española, como es la estatua de Alexander Pushkin por Fuente del Barro, el monumento a los soldados de Unión Soviética o el de la Revolución de Hungría de 1956. Cuánta razón, pues, para una estatua a Iván Frankó en la capital del país sobre el que proclamaba tales versos como “España, oh España, Edén es terrenal”, reflejo de su vocación hispanista y constructora del puente cultural hispano-ucraniano. 
La materialización de un homenaje perpetuo a la figura de Iván Frankó habrá de servir para reforzar ese puente, que resulta algo vivo y palpitante por la presencia de los más de cien mil ucranianos en España de los cuales, en torno a una cuarta parte, vive en Madrid, así como por las iniciativas españolas de cooperación con Ucrania. 
Así, el monumento a Ivan Frankó sería un punto de encuentro, no solo para los ucranianos, ya sean visitantes o plenamente vecinos de nuestra ciudad, sino para todos los madrileños y aun para los europeos de la otra parte del continente que tienen en el ucraniano, al que trataron en estudios secundarios, un garante del acercamiento y el entendimiento entre los casi dos mundos que constituyen, en realidad, una Europa.»
La petición de un espacio para el monumento a Iván Frankó está en fase de estudio por el Ayuntamiento de Madrid, mientras que la presidenta de la Comunidad de Madrid, Cristina Cifuentes, expresó en una carta a los promotores su “apoyo a este reconocimiento público a tan destacado intelectual ucraniano por los puentes que tendió entre la cultura eslava y la de Europa Occidental”.